# Hall of Fame Tennis Championships 2015
Hall of Fame Tennis Championships 2015 — тенісний турнір, що проходив на трав'яних кортах у місті Ньюпорт, США з 13 липня. Належав до категорії ATP World Tour 250.

## Фінальна частина

### Одиночний розряд
Ражів Рам —  Іво Карлович 7–6(7–5), 5–7, 7–6(7–2)

### Парний розряд
Джонатан Маррей /  Айсам-уль-Хак Куреші —  Ніколас Монро /  Мате Павич 4–6, 6–3, [10–8]